# Software Project Management Plan
Die Definition IEEE 1058 bestimmt die Aufmachung und den Inhalt eines Software Project Management Plans (SPMP). Der Standard wurde 2009 durch den IEEE 16326 ersetzt. Er dient als Dokument für die Organisation eines Software Projekts; er beschreibt die formalen und organisatorischen Prozesse, die für die Software-Entwicklung nötig sind, um den Produkt-Anforderungen entsprechen zu können.